# بروفيدنسياليس
بروفيدنسياليس (بالإنجليزية: Providenciales)‏ جزيرة تتبع جزر تركس وكايكوس . تبلع مساحة الجزيرة 98 كيلومتر مربع بينما يبلغ عدد سكانها 15،542 نسمة مما تعتبر أكبر جزيرة من ناحية السكان . يقع في الجزيرة مطار بروفيدنسياليس الدولي .

## أعلام
- تشارلز إي. فرازير
- ودي جيبسون
- بيلي فوربس